# Hội chứng cai nghiện benzodiazepine
Hội chứng cai nghiện benzodiazepine (tiếng Anh: Benzodiazepine withdrawal syndrome, viết tắt là cai nghiện benzo) là một loạt những triệu chứng xuất hiện khi một người dùng thuốc benzodiazepine không phục vụ nhu cầu y khoa hoặc giải trí, sau đó phát triển sự phụ thuộc thể chất qua việc giảm liều lượng hoặc ngưng sử dụng thuốc. Sự gia tăng phụ thuộc thể chất đã dẫn đến những triệu chứng cai nghiện benzodiazepine, một vài trong số đó kéo dài trong vài năm, có thể là do hành vi tìm kiếm ma túy hoặc dùng thuốc theo kê đơn. Những triệu chứng đặc trưng của cai nghiện benzodiazepine bao gồm rối loạn giấc ngủ, kích thích, gia tăng căng thẳng và lo lắng, hoảng loạn, run tay, đổ mồ hôi, khó tập trung, nhầm lẫn và khó nhận thức, vấn đề về trí nhớ, khô da và buồn nôn, khô da và buồn nôn, tim đập nhanh, nhức đầu, cứng và đau cơ, một loạt những thay đổi về nhận thức, ảo giác, động kinh, rối loạn tâm thần và tự sát (Xem mục "dấu hiệu và triệu chứng" ở dưới để biết thêm chi tiết). Hơn nữa, những triệu chứng này đáng chú ý với y học bởi chúng làm suy yếu và thay đổi mức độ nghiêm trọng theo từng ngày hoặc từng tuần thay vì giảm dần thẳng một cách đơn điệu.
Đây là một tình trạng nguy hiểm tiềm ẩn, phức tạp và thường kéo dài trong một khoảng thời gian. Việc dụng lâu dài, nghĩa là sử dụng hàng ngày trong ít nhất ba tháng, sẽ không đem lại tác dụng như mong muốn bởi tăng nguy cơ phụ thuộc vào thuốc, tăng liều lượng, mất hiệu quả, tăng nguy cơ tai nạn và ngã, đặc biệt đối với người cao tuổi, cũng như suy giảm nhận thức, thần kinh và trí thông minh. Sử dụng thuốc ngủ ngắn hạn, trong khi có hiệu quả lúc bắt đầu ngủ, làm cho nửa sau của giấc ngủ thứ hai trở nên tệ hơn do hiệu ứng cai nghiện.
Nhận thức về phản ứng cai nghiện, các chiến lược giảm dần từng thành phần theo mức độ nghiêm trọng của cai nghiện,... tất cả đều làm tăng tỉ lệ cai nghiện thành công.